# Stenoma klemaniana
Stenoma klemaniana es una especie de polilla del género Stenoma, orden Lepidoptera. Fue descrita científicamente por Stoll en 1781.

## Distribución
Esta especie habita en Las Guayanas.